# Cây đàn sinh viên
Cây đàn sinh viên là tên ca khúc do nhạc sĩ Quốc An sáng tác năm 2001, phổ nhạc dựa theo bài văn xuôi của một sinh viên tên Thuận Thiên, người đã gửi email cho Quốc An với hy vọng gặp mặt anh để có thể giúp sáng tác thành một ca khúc. Cây đàn sinh viên được Sài Gòn Vafaco thu âm lần đầu tiên qua giọng hát của ca sĩ Mỹ Tâm và sau này một số ca sĩ khác trình bày lại như Việt Quang, nhóm 1088,...
Sau khi bài hát được ra mắt, nó đã nhận được nhiều sự quan tâm từ khán giả, nhất là trong giới trẻ và sinh viên. Thành công của bài hát cũng bắt đầu làm cho tên tuổi của nhạc sĩ Quốc An và giọng ca Mỹ Tâm được nhiều người chú ý đến.
Năm 2002, Mỹ Tâm với bài hát Cây đàn sinh viên đã nhận giải nữ ca sĩ được khán giả yêu thích nhất tại giải Mai Vàng lần thứ VII. Sau này, bài hát cùng với các ca khúc nổi tiếng khác như Hát với dòng sông, Hát cho người ở lại, Đêm cô đơn,... nhiều lần được tam ca KTX, bao gồm nhạc Quốc An, Hoài An và Công Tuấn biểu diễn để phục vụ sinh viên tại ký túc xá các trường đại học và được sinh viên ủng hộ nhiệt tình.
Tháng 11 năm 2003, bài hát được dùng làm nhạc nền cho một đoạn quảng cáo được phát trên truyền hình do một công ty nước súc miệng Fatech thực hiện, nhưng điều làm sự việc gây chú ý là nó chưa được sự đồng ý của nhạc sĩ Quốc An, anh đã phải chuyển việc đòi lại tác quyền bài hát cho Trung tâm Bảo vệ Quyền Tác giả Âm nhạc Việt Nam, và sau hơn một năm sự việc mới được giải quyết.
"Cây đàn sinh viên" là đĩa đơn đầu tiên do Mỹ Tâm thể hiện, được sản xuất và phát hành bởi Công ty cổ phần Văn hóa tổng hợp Bến Thành (Bến Thành Audio - Video). Phiên bản CD cùng tên nhưng có sự góp mặt của nam ca sĩ Việt Quang được phát hành bởi Sài Gòn Audio vào tháng 11 năm 2003.

## Danh sách bài hát
| Cây đàn sinh viên — Single Album | Cây đàn sinh viên — Single Album | Cây đàn sinh viên — Single Album | Cây đàn sinh viên — Single Album | Cây đàn sinh viên — Single Album |
| STT                              | Nhan đề                          | Sáng tác                         | Nhạc                             | Thời lượng                       |
| -------------------------------- | -------------------------------- | -------------------------------- | -------------------------------- | -------------------------------- |
| 1.                               | "Cây đàn sinh viên"              | Thuận Thiên                      | Quốc An                          |                                  |
| 2.                               | "Tiếng lòng xao động"            | Đức Chương                       | Đức Chương                       |                                  |
| 3.                               | "Quê hương tuổi thơ tôi"         | Từ Huy                           | Từ Huy                           |                                  |

| Nhạc nền tặng kèm | Nhạc nền tặng kèm     | Nhạc nền tặng kèm |
| STT               | Nhan đề               | Thời lượng        |
| ----------------- | --------------------- | ----------------- |
| 1.                | "Cây đàn sinh viên"   |                   |
| 2.                | "Tiềng lòng xao động" |                   |